# Österreichische Badminton-Bundesliga 2019/20
Die Österreichische Badminton-Bundesliga der Saison 2019/20 bestand aus einer Vorrunde im Modus Jeder-gegen-jeden und anschließenden Halbfinal- und Finalspielen, welche dann pandemiebedingt ausfielen. Meister wurde ASV Pressbaum.

## Vorrunde
| Platz | Team                              | Spiele | G | U | V | Punkte | Spielpunkte | Sätze  | Bälle     |
| ----- | --------------------------------- | ------ | - | - | - | ------ | ----------- | ------ | --------- |
| 1     | ASV Pressbaum                     | 10     | 8 | 1 | 1 | 31     | 56-24       | 124-60 | 3553-2972 |
| 2     | Askö Traun                        | 10     | 7 | 1 | 2 | 28     | 52-28       | 114-72 | 3516-3088 |
| 3     | Raiffeisen UBSC Wolfurt           | 10     | 6 | 0 | 4 | 24     | 50-30       | 115-74 | 3536-3234 |
| 4     | J. Stettner Badminton Mödling     | 10     | 6 | 0 | 4 | 23     | 47-33       | 106-80 | 3420-3278 |
| 5     | Badminton Club Montfort Feldkirch | 10     | 0 | 2 | 8 | 8      | 21-59       | 53-129 | 2934-3565 |
| 6     | Askö kelag Kärnten                | 10     | 0 | 2 | 8 | 6      | 14-66       | 41-138 | 2747-3569 |